# Thymus schistosus
Thymus schistosus là một loài thực vật có hoa trong họ Hoa môi. Loài này được Lyka miêu tả khoa học đầu tiên năm 1930.